# Alfred Freitag

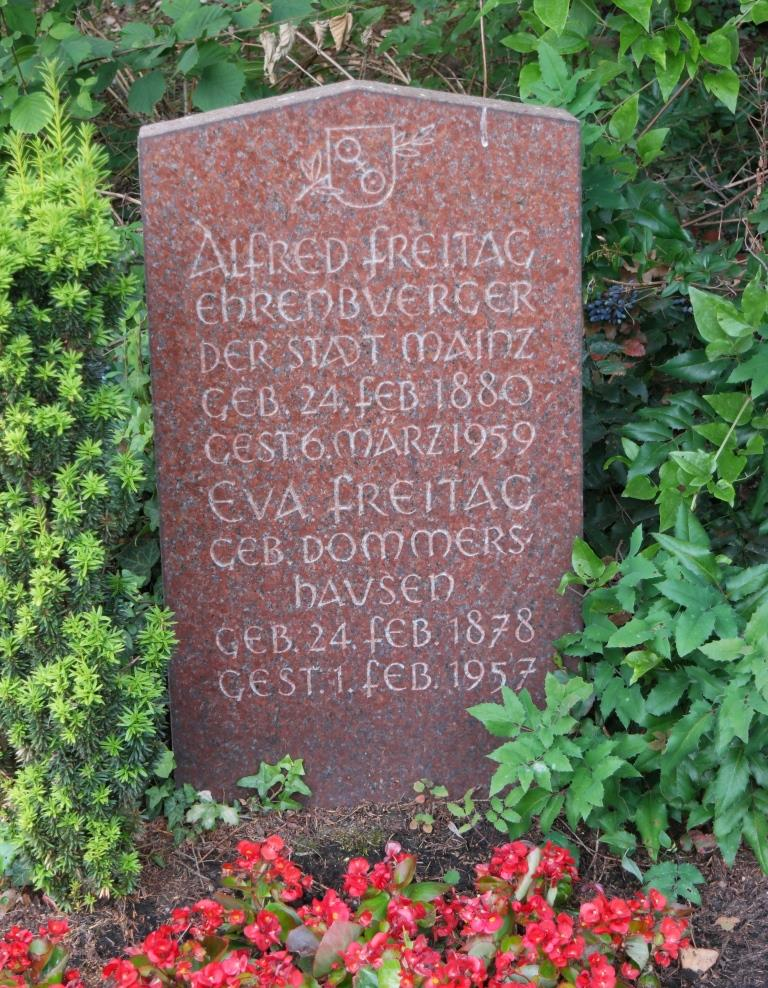
Grab von Alfred Freitag auf dem Hauptfriedhof Mainz

Alfred Freitag (* 24. Februar 1880 in Langensalza; † 6. März 1959 in Mainz) war ein hessischer Politiker (SPD Hessen), Abgeordneter des Landtags des Volksstaates Hessen in der Weimarer Republik und Widerstandskämpfer gegen das NS-Regime.

## Leben
Alfred Freitag war der Sohn des Tuchmachers Friedrich Adolf Freitag (geb. 1856) und von Eleonore Friederike Freitag (geb. 1858). Er wuchs in Langensalza auf und absolvierte eine Lehre zum Holz- und Möbeltischler. 1897 trat er der SPD und einer Gewerkschaft bei. Bereits ab 1899 war er ehrenamtlich in diversen Partei- und Gewerkschaftsfunktionen tätig. Am 11. Mai 1906 heiratete er in Prath Anna Eva Dommershausen. Am 9. Dezember 1909 kam seine Tochter Rosa zur Welt, die später an der Frauenarbeitsschule Mainz eine Lehre als Schneiderin
absolvierte. Sein Sohn Friedrich, der später sich zum Ingenieur ausbilden ließ, wurde 1907 geboren. In den Jahren von 1914 bis 1918 war Alfred Freitag Weltkriegsteilnehmer. Ab 1921 gehörte er für die SPD dem Mainzer Stadtrat an und übernahm eine Reihe kommunalpolitischer Aufgaben. Unter anderem war er auch Mitbegründer der lokalen Arbeiterwohlfahrt.
Am 1. November 1920 übernahm Freitag eine Funktion als Parteisekretär der SPD in Mainz. Zugleich wurde er Bezirksvorsitzender des Deutschen Holzarbeiter-Verbandes (DHV). Am 5. März 1933 wurde Alfred Freitag als Abgeordneter der SPD für die Stadt Mainz erstmals in den Landtag des Volksstaates Hessen gewählt. Sein Mandat konnte er jedoch nicht lange wahrnehmen. Durch das Verbot der SPD und die Verfolgung der Nationalsozialisten war eine politische Betätigung für den Sozialdemokraten kaum noch möglich. Der 7. hessische Landtag wurde aufgrund des Gleichschaltungsgesetzes analog dieses Wahlergebnisses neu gebildet. Die Sitze der SPD wurden am 7. Juli 1933 mit der Verordnung zur Sicherung der Staatsführung aufgehoben. Ernsthafte Wirkung im Landtag konnte Alfred Freitag daher nicht mehr erzielen.
Bald nach der Zerschlagung der Gewerkschaften am 2. Mai 1933 engagierte sich Alfred Freitag im Widerstand gegen das NS-Regime. Zu dieser Zeit stand Alfred Freitag bereits unter Beobachtung der Polizeibehörden. Er musste sich zeitweise mehrmals am Tag bei der Polizei melden. Mehrmals fanden Hausdurchsuchungen und Beschlagnahmungen statt. Am 10. November 1933 wurde er wegen Verdunkelungsgefahr festgenommen. Zunächst war er im Mainzer Polizeigefängnis inhaftiert. Von dort wurde Freitag bald darauf in das Konzentrationslager Osthofen überführt. Nach etwa zwei Wochen wurde Freitag wieder aus der Haft entlassen. Ihm konnten keine konkreten Widerstandshandlungen nachgewiesen werden. 
Alfred Freitag blieb nach der Entlassung aus der Haft zunächst erwerbslos, Ende der 1930er-Jahre arbeitete er als Tagelöhner und Helfer bei einer Installationsfirma in Rüsselsheim. Als ehemaliger Mainzer Lokalpolitiker besaß Freitag zugleich zahlreiche Kontakte zu früheren SPD-Mitgliedern im rheinhessischen Raum. Mit einigen Mitstreitern beteiligte sich Alfred Freitag an illegalen Aktionen gegen das NS-Regime. Zeitweise stand er dabei in enger Verbindung zu Wilhelm Leuschner, Jakob Steffan und Ludwig Schwamb. Ludwig Schwamb war es auch, der den eng befreundeten Alfred Freitag durch sein Schweigen bei einem Verhör durch die Gestapo vor neuen Repressalien bewahrte.
Alfred Freitag war auch an lokalen Vorbereitungen des gescheiterten Attentats auf Hitler vom 20. Juli 1944 in Mainz beteiligt. Im Zusammenhang mit der Aktion Gewitter wurde er auch zunächst verhaftet, kam jedoch bald wieder auf freien Fuß. Nach dem Kriegsende war Freitag auch beim Wiederaufbau in Mainz aktiv beteiligt. So wirkte er auch an der Wiedergründung der rheinhessischen SPD entscheidend mit. Auch an der Gründung neuer Gewerkschaften war Freitag in Mainz aktiv beteiligt. Bis 1955 war er für die SPD erneut Mitglied des Mainzer Stadtrates.
Am 24. Februar 1955 wurde Freitag zum Ehrenbürger der Stadt Mainz ernannt.